# Mesadenus chiangii
Mesadenus chiangii là một loài thực vật có hoa trong họ Lan. Loài này được (M.C.Johnst.) Garay mô tả khoa học đầu tiên năm 1980.